# Râul Valea Sasului, Șimon
Râul Valea Sasului este un curs de apă, afluent al râului Șimon. 